# Matraca Berg
Matraca Maria Berg (* 3. Februar 1964 in Nashville, Tennessee; Vorname wird ausgesprochen: məˈtreɪsə) ist eine US-amerikanische Country-Sängerin und -Songschreiberin. Sie gehört mit 35 Hits in den Country-Charts, verteilt über vier Jahrzehnte, zu den erfolgreichsten Songschreiberinnen der Country-Musik.

## Leben
Berg begann, Stücke für Country-Größen wie Reba McEntire, Randy Travis, Tanya Tucker, Ray Price, Marie Osmond und Sweethearts of the Rodeo zu schreiben. Die von ihr geschriebenen Lieder Faking Love von T. G. Sheppard und Karen Brooks sowie The Last One to Know von Reba McEntire waren 1983 bzw. 1987 ihre ersten Nummer-eins-Hits in den US-amerikanischen Country-Charts. XXX's and OOO's (An American Girl) (1994) von Trisha Yearwood oder Strawberry Wine (1996) von Deana Carter waren weitere Nummer-eins-Erfolge für Berg.
Ab 1990 veröffentlichte Berg eigene Alben und stand zunächst bei RCA unter Vertrag. Mit zwei aus ihrem ersten Album Lying To The Moon ausgekoppelten Singles, Baby, Walk On und The Things You Left Undone, hatte Matraca Berg 1990 zwei Top-40-Hits in den C&W-Charts. Weitere Singles konnten sich zwar platzieren, verhalfen Berg jedoch nicht zum Durchbruch als Solistin. Ihr letzter kleinerer Hit war 1998 Back in the Saddle. Bis heute erschienen jedoch in unregelmäßigen Abständen weitere Alben von Berg, zuletzt Love’s Truck Stop im Jahr 2012.
Im Jahr 2008 wurde sie in die Nashville Songwriters Hall of Fame aufgenommen.
Berg ist liiert mit Jeff Hanna, Mitglied der US-amerikanischen Folk-, Rock- und Country-Band Nitty Gritty Dirt Band.

## Diskografie

### Alben
| Jahr | Titel                            | Höchstplatzierung, Gesamtwochen, AuszeichnungChartsChartplatzierungen (Jahr, Titel, Platzierungen, Wochen, Auszeichnungen, Anmerkungen) | Anmerkungen |
| Jahr | Titel                            | Country | Anmerkungen |
| ---- | -------------------------------- | --- | ----------- |
| 1990 | Lying to the Moon                | Country43 (24 Wo.)Country |             |
| 1997 | Sunday Morning to Saturday Night | Country48 (19 Wo.)Country |             |
| 2011 | The Dreaming Fields              | Country42 (1 Wo.)Country |             |

Weitere Alben 
- 1994: The Speed of Grace
- 1998: The Masters
- 1999: Lying to the Moon and Other Stories
- 2012: Love’s Truck Stop

### Singles
| Jahr | Titel Album                                           | Höchstplatzierung, Gesamtwochen, AuszeichnungChartsChartplatzierungen (Jahr, Titel, Album, Platzierungen, Wochen, Auszeichnungen, Anmerkungen) | Anmerkungen |
| Jahr | Titel Album                                           | Country | Anmerkungen |
| ---- | ----------------------------------------------------- | --- | ----------- |
| 1990 | Baby, Walk On Lying to the Moon                       | Country36 (10 Wo.)Country |             |
| 1990 | The Things You Left Undone Lying to the Moon          | Country36 (15 Wo.)Country |             |
| 1991 | I Got It Bad Lying to the Moon                        | Country43 (16 Wo.)Country |             |
| 1991 | I Must Have Been Crazy Lying to the Moon              | Country55 (13 Wo.)Country |             |
| 1991 | It’s Easy to Tell                                     | Country66 (5 Wo.)Country |             |
| 1997 | That Train Don’t Run Sunday Morning to Saturday Night | Country59 (4 Wo.)Country |             |
| 1998 | Back in the Saddle Sunday Morning to Saturday Night   | Country51 (11 Wo.)Country |             |

Weitere Singles
- 1993: Slow Poison
- 1997: Back When We Were Beautiful